# West Side Elevated Highway
La West Side Elevated Highway (West Side Highway ou Miller Highway, du nom de Julius Miller (en), président de l'arrondissement de Manhattan de 1922 à 1930) était une section surélevée de la New York State Route 9A (NY 9A) qui longeait l'Hudson dans l'arrondissement de Manhattan à New York jusqu'à la pointe de l'île. C'était une autoroute surélevée, l'une des premières autoroutes urbaines au monde, et elle a servi de prototype pour d'autres autoroutes urbaines ailleurs, notamment la Central Artery (en) de Boston.
Construite entre 1929 et 1951, l'autoroute avait des limites étroites - qui ne pouvaient pas accueillir les camions - et des rampes de sortie en S très prononcées qui l'ont rendue presque immédiatement obsolète. L'entretien était minimal et l'utilisation de sels corrosifs pour dégivrer l'autoroute en hiver a accéléré sa dégradation,. Lorsque des morceaux de son tablier ont commencé à tomber par manque d'entretien, et qu'un camion et une voiture en sont tombés à la 14e rue en 1973, l'autoroute a été fermée, et un débat s'est ouvert sur la question de savoir s'il fallait la rénover ou la démanteler. L'attitude à l'égard de l'urbanisme a changé au cours des décennies suivantes et il a été décidé de ne pas réparer la structure en ruine.
La nécessité de remplacer l'autoroute qui se détériorait a été reconnue dans les années 1950. Des plans ont été élaborés, mais pas exécutés. En 1971, un plan a été élaboré pour remplacer l'autoroute surélevée par une autoroute souterraine de qualité inter-États, qui a été baptisée Westway. Ce projet a été approuvé par de nombreux niveaux de gouvernement, de la ville au gouvernement fédéral, mais il a été sabordé en 1985 en raison de problèmes environnementaux. Entre la fermeture de l'autoroute surélevée et l'achèvement de son démantèlement, alors que le débat sur la Westway se poursuivait, les sections restantes de l'ancienne structure de l'autoroute ont commencé à être utilisées officieusement comme parc urbain surélevé, pour le jogging et le cyclisme.
En 1989, l'ancienne structure d'autoroute surélevée était totalement démantelée, à l'exception d'une petite partie de la 59e rue à la 72e rue, qui devenait en fait l'extension sud de la Henry Hudson Parkway. Finalement, un boulevard urbain à six voies au niveau du sol a été construit, qui est généralement appelé West Side Highway, bien que ses éléments utilisent les noms des rues de surface qui existaient avant la construction de l'autoroute surélevée : West Street, Eleventh Avenue et Twelfth Avenue. Elle est reliée au reste de la structure surélevée par une rampe à la 57e rue.